# The Fabulous Johnny Cash
The Fabulous Johnny Cash è il secondo album in studio del cantante statunitense Johnny Cash, pubblicato nel 1958.

## Storia
Fu il suo primo album con l'etichetta Columbia Records dopo aver lasciato la Sun Records a causa del rifiuto da parte del manager Sam Phillips di pubblicare un album di gospel e ballate del vecchio West.
Venne ripubblicato nel 2002, dalla Sonic Music's Legacy Imprint, branca della Columbia, con sei bonus track, comprendenti il brano Oh, What a Dream, prima registrazione del brano You Dreamer You, singolo del 1959.

## Tracce
1. Run Softly, Blue River – 2:22 – Johnny Cash
2. Frankie's Man, Johnny – 2:15 – traditional
3. That's All Over – 1:52 – Jim Glaser
4. The Troubadour – 2:15 – Cindy Walker
5. One More Ride – 1:59 – Bob Nolan
6. That's Enough – 2:41 – Dorothy Coates
7. I Still Miss Someone – 2:34 – Johnny Cash, Roy Cash
8. Don't Take Your Guns to Town – 3:03 – Johnny Cash
9. I'd Rather Die Young – 2:29 – Harry Smith, Billy Vaughn, Randy Wood
10. Pickin' Time – 1:58 – Johnny Cash
11. Sheperd of My Heart – 2:10 – Jenny Lou Carson
12. Suppertime – 2:50 – Ira Stanphill

Bonus Tracks
1. Oh, What a Dream – 2:08 – Johnny Cash
2. Mama's Baby – 2:22 – Johnny Cash
3. Fool's Hall of Fame – 2:10 – Jerry Freeman, Danny Wolfe
4. I'll Remember You – 2:07 – Johnny Cash
5. Cold Shoulder – 1:55 – Helen Hudgins
6. Walking the Blues – 2:12 – Johnny Cash, Robert Lunn

## Musicisti
- Johnny Cash - voce, chitarra
- Al Casey - Chitarra
- Luther Perkins - Chitarra
- Don Helms - Chitarra Steel
- Marshall Grant - Basso
- The Jordanaires - Armonie Vocali
- Marvin Huges - Piano
- Buddy Harman - Percussioni
- Morris Palmer - Percussioni

### Altri Collaboratori
- Don Law - Produttore
- Al Quaglieri - Produttore per la riedizione
- Billy Altman - Note
- Don Hunstein - Fotografia
- Seth Foster - Lavorazione del Master
- Mark Wilder - Lavorazione del master, Mixaggio
- Hal Adams - Foto di Copertina
- Stacey Boyle - Ricerca Nastri
- Kay Smith - Ricerca Nastri
- Matt Kelly - Ricerca Nastri
- Geoff Gillette - Design Interno
- Steven Berkowitz - A&R
- Darren Salmieri - A&R
- Patti Matheny - A&R
- Howard Fritzson - Direzione Artistica
- Nick Shaffran - Consulente